# Violetta Julkowska
Violetta Julkowska (ur. 1961) – polska historyk, specjalizująca się w historii historiografii i dydaktyce historii. Nauczycielka akademicka związana z Uniwersytetem im. Adama Mickiewicza w Poznaniu.

## Życiorys
Absolwentka polonistyki (1985) i historii (1987) na Uniwersytecie im. Adama Mickiewicza w Poznaniu. Uczestniczka seminarium metodologicznego Jerzego Topolskiego, w latach 1987-1998. W 1996 roku uzyskała stopień naukowy doktora na podstawie rozprawy Retoryka w syntezach historycznych Joachima Lelewela pod kierunkiem Marii Kujawskiej. W 2010 stopień doktora habilitowanego, w 2011 profesora UAM. W dniu 20 maja 2020 uzyskała tytuł naukowy profesora.
Profesor na Wydziale Historii Uniwersytetu im. Adama Mickiewicza w Poznaniu. Autorka prac z historii historiografii, kultury historycznej i edukacji historycznej, podręczników i poradników dydaktycznych do historii. Członkini: Polskiego Towarzystwa Historycznego, Towarzystwa Historiograficznego, Poznańskiego Towarzystwa Przyjaciół Nauk, Leszczyńskiego Towarzystwa Naukowego. Członkini Rady Naukowej Pałacu Dąbrowskiego Muzeum w Winnej Górze
Od 2008 ekspertka Rady Ekspertów projektu wspólnego polsko-niemieckiego podręcznika do historii. Od 2010 członkini prezydium Wspólnej Polsko-Niemieckiej Komisji Podręcznikowej (UNESCO), a od 2020  polska współprzewodnicząca Komisji. Uczestniczka polskich i europejskich projektów naukowych i edukacyjnych m.in. Visegrad Grants International (edycje 2010-2015); Międzynarodowej Szkoły Edukacji o Holocauście Yad Vashem (2017); CSW@2020; CSW@2030.

## Zainteresowania badawcze
- Dzieje dydaktyki historii, historia oświaty XVIII- XX w.
- Krytyczna dydaktyka historii
- Dyskursy historiograficzne
- Recepcja i interpretacja historiografii XIX i XX w.
- Problemy narracji historycznej
- Retoryka w narracji historycznej
- Literatura piękna i sztuka w edukacji historycznej
- Kultury pamięci
- Bohaterowie historyczni i ich biografie
- Esej historyczny w XIX i XX wieku
- Małe formy pisarstwa historycznego
- Kultura historyczna – edukacja historyczna
- Zdjęcia lotnicze w edukacji historycznej
- Fotografia w historii i edukacji historycznej
- Przedstawianie i wizualizacje przeszłości
- Nauczanie na odległość: e-learning oraz b-learning
- Interdyscyplinarne projekty edukacyjne
- Polsko-niemiecki podręcznik do historii

## Wybrane publikacje
- Retoryka w narracji historycznej Joachima Lelewela, Poznań: Instytut Historii UAM - Uniwersytetu im. Adama Mickiewicza 1998.
- Między historią a edukacją historyczną: studia i szkice dedykowane Profesor Marii Kujawskiej, pod red. Violetty Julkowskiej, Poznań: Instytut Historii UAM - Uniwersytetu im. Adama Mickiewicza 2003.
- Europejski wymiar edukacji a chrześcijaństwo, Poznań: Drukarnia i Księgarnia Świętego Wojciecha 2006.
- Foto-historia: fotografia w edukacji historycznej, red. Violetta Julkowska, Poznań: Instytut Historii UAM 2012.
- Historia dla wyobraźni: recepcja i interpretacja pisarstwa historycznego Karola Szajnochy, Poznań: Wydawnictwo Poznańskie 2010.
- Przywołane z historii, ocalone z pamięci: gimnazjum i liceum w Kościanie w latach 1923-2013, pod red. Violetty Julkowskiej, Kościan: Stowarzyszenie Absolwentów Gimnazjum i Liceum 2013.
- Jan Kiliński: historia i pamięć : praca zbiorowa, pod red. Violetty Julkowskiej, Poznań: Instytut Historii UAM - Trzemeszno: Stowarzyszenie Miłośników Zabytków Historycznych położonych na terenie Miasta i Gminy Trzemeszno 2015.
- Memory of heritage, heritage of memory, eds. Violetta Julkowska, Wiktor Werner, tł. Andor Mészáros, Andrzej Pietkiewicz, Ewa Sciranková, Poznań: Uniwersytet Adama Mickiewicza. Instytut Historii 2016.
- Krajobrazy kulturowe: sposoby konstruowania i narracji, redakcja naukowa Robert Traba, Violetta Julkowska, Tadeusz Stryjakiewicz, Warszawa: Wydawnictwo Neriton - Berlin: Centrum Badań Historycznych Polskiej Akademii Nauk 2017.
- Historie rodzinne.Narracje,narratorzy, interpretacje, Poznań-Bydgoszcz 2018
- Contemporary Lives of the Past, (wspólnie z W. Werner) Poznań 2018.
- The History of Polish Reflection on the Didactics of History, in: Researching History Education. International Perspectives and Disciplinary Traditions, Second completely revised and updated edition, Eds. M. Köster, H. Thünemann, M. Zülsdorf-Kersting, Schwalbach/Ts. 2019, s.153-173, ISBN 978-3-7344-0813-7 (Buch) E-Book ISBN 978-3-7344-0814-4 (PDF).

## Odznaczenia i medale
- Medal Komisji Edukacji Narodowej (2013)
- Złoty Medal za Długoletnią Służbę (2017)